# 1531
Rok 1531 (MDXXXI) byl nepřestupný rok, který podle juliánského kalendáře započal nedělí.
Podle židovského kalendáře došlo k přelomu let 5291 a 5292. Podle islámského kalendáře započal dne 25. srpna rok 938.

## Události

### Leden – Červen
- 26. leden – Španělský Lisabon je zasažen zemětřesením. Umírá tisíce lidí.
- 27. únor – Lutheránská knížata utváří ve Svaté říši římské alianci, která je známá jako Šmalkaldský spolek.
- 12. duben – Askia Musa, vládce Songhajské říše, je zavražděn svými bratry. Askia Mohammad Benkan je dosazen na trůn téhož dne.
- 15. duben – V Mexiku je založeno město Puebla.
- 24. červen – V Mexiku je založeno město San Juan del Río

### Červenec – Prosinec
- 25. červenec – V Mexiku je založeno město Santiago de Querétaro
- 22. srpen – Bitva u Obertynu: Moldavci jsou poraženi polskými jednotkami pod vedením Jana Tarnowskeho a znovu dobývají území Pokutí (dnešní Ukrajina)
- 26. srpen – Halleyova kometa dosahuje svého perihelia
- 9. říjen – Katolické kantony vyhlásily válku kantonu Curych, začala druhá válka o Kappel.
- 11. říjen – Druhá válka o Kappel: Spojené síly katolických kantonů zaskočily a rozdrtily v bitvě u Kappelu vojska kantonu Curych dříve, než mohla být posílena svými protestantskými spojenci. V bitvě padl duchovní vůdce a velitel protestantů Ulrich Zwingli.
- 24. říjen – Druhá válka o Kappel: Menší katolický oddíl zaskočil a drtivé porazil hlavní armádu spojených protestantských kantonů v bitvě u Gubelu.
- 28. říjen – Bitva u Amba Sel: Ahmad ibn Ibrahim al-Ghazi znovu poráží jednotky etiopeského císaře Dawita II. Jižní část Etiopie tak spadla pod nadvládu Ahmada.
- 9. prosinec – Panna Maria Guadalupská se poprvé zjevuje v mexickém městě Juan Diego at Tepeyac
- 12. prosinec – Panna Maria Guadalupská se znovu zjevuje a je spatřena Juanem Diegem Cuauhtlatoatzinem. Juan je prohlášen za svatého a mnozí Aztékové konvertovali ke křesťanské víře.

### Neznámé datum
- Únor nebo březen – Bitva u Antukyahu: Ahmad ibn Ibrahim al-Ghazi z Adalského sultanátu poráží etiopskou armádu.
- Duben – Bitva na ostrově Puná: Francisco Pizarro poráží původní obyvatelstvo jihoamerického ostrova
- Listopad – Invazní jednotky Kristiána II. Dánského přijíždí do Osla
- z tohoto roku pochází nejstarší církevní matrika z města Jáchymova
- Bečváři v Čechách zvýšili ceny beček na víno vzhledem k mimořádné poptávce z 35 grošů na 1 kopu 90 grošů; avšak plný sud vína stál i při tomto zvýšení jen 2 až 3 kopy.
- Alessandro Medici byl císařem Karlem V. povýšen na toskánského vévodu.

### Probíhající události
- 1493–1593: Chorvatská stoletá válka
- 1526–1568: Rakousko-turecké války v Uhersku

## Narození
Česko

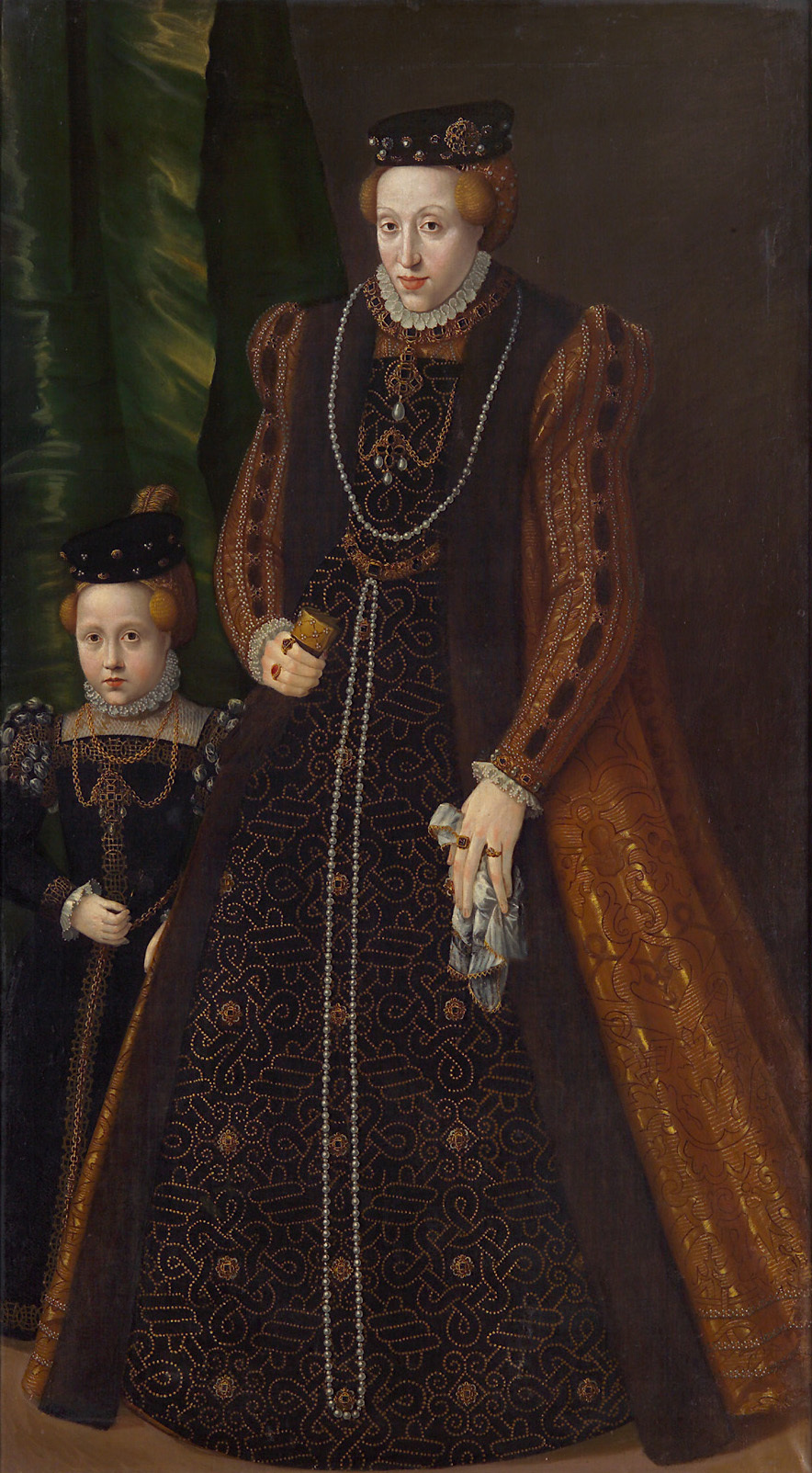
Marie Habsburská (* 15. května)

- 10. srpna – David Crinitus z Hlavačova, český spisovatel a básník († 1586)

Svět
- 15. května – Marie Habsburská, dcera císaře Ferdinanda I. Habsburského († 11. prosince 1581)
- 30. července – Johannes Sambucus, slovenský básník, lékař a polyhistor († 13. června 1584)
- 12. října – Jakub Savojský, francouzský šlechtic a vévoda z Nemours († 15. června 1585)
- 16. listopadu – Anna d'Este, francouzská princezna († 17. května 1607)
- 09. prosince – Şehzade Cihangir, syn osmanského sultána Sulejmana I. († 27. listopadu 1553)
- neznámé datum
  - Antonín I. Portugalský, portugalský král († 26. srpna 1595)
  - Muhammad Chodábende, perský šáh († 1596)
  - Vincenzo Anastagi, maltézský rytíř italského původu († 1586)
  - James Stewart z Moray, nemanželský syn skotského krále Jakuba V. († 23. ledna 1570)
  - Šen I-kuan, čínský politik z mingského období († 1615)

## Úmrtí
Česko
- 15. června – Adam I. z Hradce, český šlechtic, nejvyšší kancléř Království českého (* 1494)
- 28. listopadu – Hedvika Minsterberská, kněžna krnovská a minsterbersko-olešnická, hraběnka kladská (* ?)
- neznámé datum
  - Václav z Rovného, rožmberský kancléř, humanista a mecenáš (* 1440)

Svět
- 21. ledna – Andrea del Sarto, italský renesanční malíř (* 16. června 1486)
- 06. března – Sie Čchien, politik a učenec čínské říše Ming (* 11. ledna 1450)
- březen – María Pacheco, španělská hrdinka a obránkyně Toleda (* cca 1496)[1]
- 19. května – Jan Laský, hnězdenský arcibiskup a primas Polska (* 1456)
- 10. června – Predslav Ljanckoronskyj, polský šlechtic naturalizovaný na Ukrajině (* před 1489)
- 07. července – Tilman Riemenschneider, německý sochař a řezbář (* 1460)
- 22. září – Luisa Savojská, vévodkyně z Anjou, Angoulême, Nemours a Auvergne, matka francouzského krále Františka I. (* 1476)
- 29. září – Andrea del Sarto, přední italský malíř (* 11. července 1486)
- 11. října – Ulrich Zwingli, švýcarský humanistický teolog a první představitel švýcarské reformace (* 1. ledna 1484)
- 24. listopadu – Johannes Oekolampadius, německý reformátor a teolog působící ve Švýcarsku (* 1482)
- neznámé datum
  - Hans Burgkmair starší, německý kreslíř, malíř a dřevorytec (* 1473)
  - Gabriel I. Druget, župan užské stolice v Uhersku (* ?)

## Hlavy států
- České království – Ferdinand I.
- Svatá říše římská – Karel V.
- Papež – Klement VII.
- Anglické království – Jindřich VIII. Tudor
- Francouzské království – František I.
- Polské království – Zikmund I. Starý
- Uherské království – Ferdinand I. – Jan Zápolský
- Španělské království – Karel V.
- Burgundské vévodství – Karel V.
- Osmanská říše – Sulejman I.
- Perská říše – Tahmásp I.